# Karawyszań
Karawyszań (biał. Каравышань; ros. Каравышень, Karawyszeń) – osiedle na Białorusi, w obwodzie homelskim, w rejonie homelskim, w sielsowiecie Prybytki.
Znajduje się tu przystanek kolejowy Karawyszań, położony na linii Homel - Czernihów.